# Miss International
 (juillet 2016).
Si vous disposez d'ouvrages ou d'articles de référence ou si vous connaissez des sites web de qualité traitant du thème abordé ici, merci de compléter l'article en donnant les références utiles à sa vérifiabilité et en les liant à la section « Notes et références ».
Pour les articles homonymes, voir Miss.
Ne doit pas être confondu avec Miss Monde, Miss Univers ou Miss Terre.
Miss International est un concours annuel de beauté créé en 1960 à Long Beach, dans l'État de Californie, aux États-Unis. Il est avec Miss Monde, Miss Terre, et Miss Univers l'un des plus grands concours de beauté mondiaux[réf. nécessaire].
L'actuelle détentrice du titre est la Vietnamienne Huỳnh Thị Thanh Thủy, élue le 12 Novembre 2024 à Tokyo, au Japon. Elle offre alors la première victoire du Viêt Nam à ce concours.
La France y est représentée depuis la création du concours en 1960 et le concours qualificatif français est Miss International France.
Le Nigéria y est représenté pour la première fois par Regina Askia-Williams.

## Liste des Miss International
| Année | Miss International         | Pays             | Lieu d'élection        |
| ----- | -------------------------- | ---------------- | ---------------------- |
| 1960  | Stella Márquez             | Colombie         | Long Beach, États-Unis |
| 1961  | Stam van Baer              | Pays-Bas         | Long Beach, États-Unis |
| 1962  | Tania Verstak              | Australie        | Long Beach, États-Unis |
| 1963  | Guðrún Bjarnadóttir        | Islande          | Long Beach, États-Unis |
| 1964  | Gemma Cruz                 | Philippines      | Long Beach, États-Unis |
| 1965  | Ingrid Finger              | Allemagne        | Long Beach, États-Unis |
| 1967  | Mirta Massa                | Argentine        | Long Beach, États-Unis |
| 1968  | Maria da Gloria Carvalho   | Brésil           | Tokyo, Japon           |
| 1969  | Valerie Holmes             | Royaume-Uni      | Tokyo, Japon           |
| 1970  | Aurora Pijuan              | Philippines      | Osaka, Japon           |
| 1971  | Jane Hansen                | Nouvelle-Zélande | Long Beach, États-Unis |
| 1972  | Linda Hooks                | Royaume-Uni      | Tokyo, Japon           |
| 1973  | Anneli Björkling           | Finlande         | Osaka, Japon           |
| 1974  | Karen Brucene Smith        | États-Unis       | Tokyo, Japon           |
| 1975  | Ladija Vera Manic          | Yougoslavie      | Motobu, Japon          |
| 1976  | Sophie Perin               | France           | Tokyo, Japon           |
| 1977  | Pilar Medina               | Espagne          | Tokyo, Japon           |
| 1978  | Katherine Patricia Ruth    | États-Unis       | Tokyo, Japon           |
| 1979  | Melanie Marquez            | Philippines      | Tokyo, Japon           |
| 1980  | Lorna Chávez               | Costa Rica       | Tokyo, Japon           |
| 1981  | Jenny Derck                | Australie        | Kōbe, Japon            |
| 1982  | Christie Claridge          | États-Unis       | Fukuoka, Japon         |
| 1983  | Gidget Sandoval            | Costa Rica       | Osaka, Japon           |
| 1984  | Ilma Urrutia               | Guatemala        | Yokohama, Japon        |
| 1985  | Nina Sicilia               | Venezuela        | Tsukuba, Japon         |
| 1986  | Helen Fairbrother          | Angleterre       | Nagasaki, Japon        |
| 1987  | Laurie Tamara Simpson      | Porto Rico       | Tokyo, Japon           |
| 1988  | Catherine Alexandra Gude   | Norvège          | Gifu, Japon            |
| 1989  | Iris Klein                 | Allemagne        | Kanazawa, Japon        |
| 1990  | Silvia de Esteban          | Espagne          | Osaka, Japon           |
| 1991  | Agnieszka Kotlarska        | Pologne          | Tokyo, Japon           |
| 1992  | Kirsten Marise Davidson    | Australie        | Nagasaki, Japon        |
| 1993  | Agnieszka Pachałko         | Pologne          | Tokyo, Japon           |
| 1994  | Christina Lekka            | Grèce            | Ise, Japon             |
| 1995  | Anne Lena Hansen           | Norvège          | Tokyo, Japon           |
| 1996  | Fernanda Alves             | Portugal         | Kanazawa, Japon        |
| 1997  | Consuelo Adler             | Venezuela        | Kyoto, Japon           |
| 1998  | Lía Borrero                | Panama           | Tokyo, Japon           |
| 1999  | Paulina Gálvez             | Colombie         | Tokyo, Japon           |
| 2000  | Vivian Urdaneta            | Venezuela        | Tokyo, Japon           |
| 2001  | Małgorzata Rożniecka       | Pologne          | Tokyo, Japon           |
| 2002  | Christina Sawaya           | Liban            | Tokyo, Japon           |
| 2003  | Goizeder Azúa              | Venezuela        | Tokyo, Japon           |
| 2004  | Jeymmy Vargas              | Colombie         | Pékin, Chine           |
| 2005  | Precious Lara Quigaman     | Philippines      | Tokyo, Japon           |
| 2006  | Daniela di Giacomo         | Venezuela        | Beijing, Chine         |
| 2007  | Priscila Perales           | Mexique          | Tokyo, Japon           |
| 2008  | Alejandra Andreu           | Espagne          | Macao, Chine           |
| 2009  | Ana Gabriela Espinoza      | Mexique          | Chengdu, Chine         |
| 2010  | Elizabeth Mosquera         | Venezuela        | Chengdu, Chine         |
| 2011  | Fernanda Cornejo           | Équateur         | Chengdu, Chine         |
| 2012  | Ikumi Yoshimatsu           | Japon            | Okinawa, Japon         |
| 2013  | Bea Santiago               | Philippines      | Tokyo, Japon           |
| 2014  | Valerie Hernandez          | Porto Rico       | Tokyo, Japon           |
| 2015  | Edymar Martinez            | Venezuela        | Tokyo, Japon           |
| 2016  | Kylie Verzosa              | Philippines      | Tokyo, Japon           |
| 2017  | Kevin Lilliana (en)        | Indonésie        | Tokyo, Japon           |
| 2018  | Mariem Velazco             | Venezuela        | Tokyo, Japon           |
| 2019  | Sireethorn Leearamwat (en) | Thaïlande        | Tokyo, Japon           |
| 2022  | Jasmin Selberg             | Allemagne        | Tokyo, Japon           |
| 2023  | Andrea Rubio               | Venezuela        | Tokyo, Japon           |
| 2024  | Huỳnh Thị Thanh Thủy       | Viêt Nam         | Tokyo, Japon           |

### Galerie

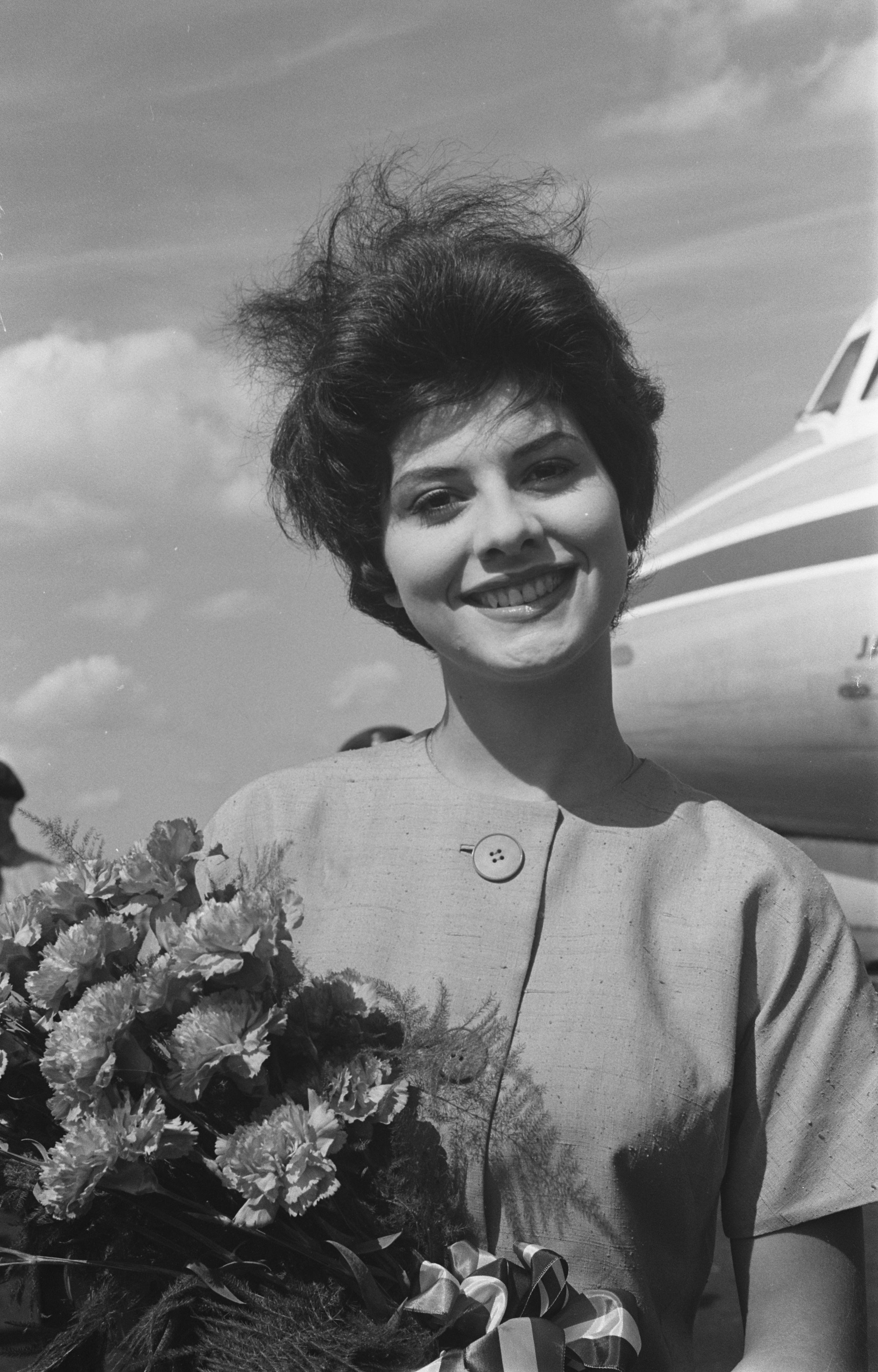
Miss International 1961 Stam van Baer
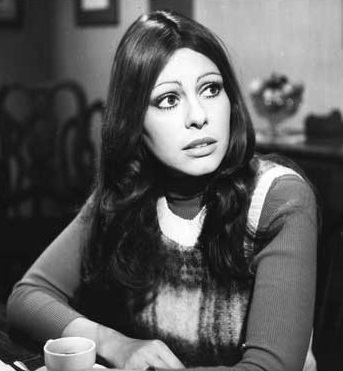
Miss International 1967 Mirta Massa
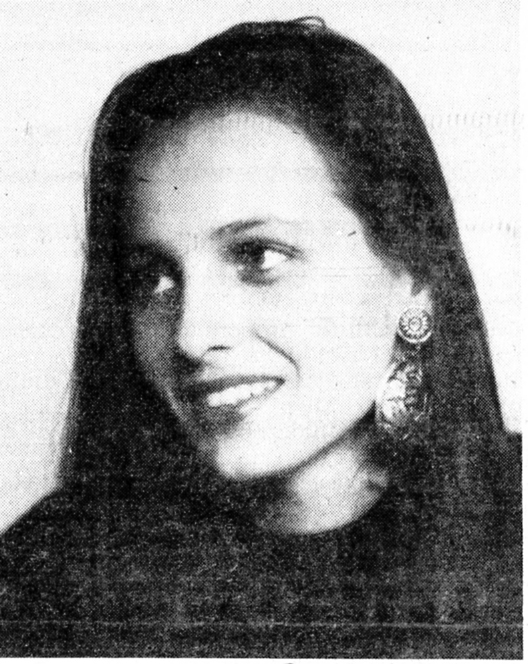
Miss International 1991 Agnieszka Kotlarska
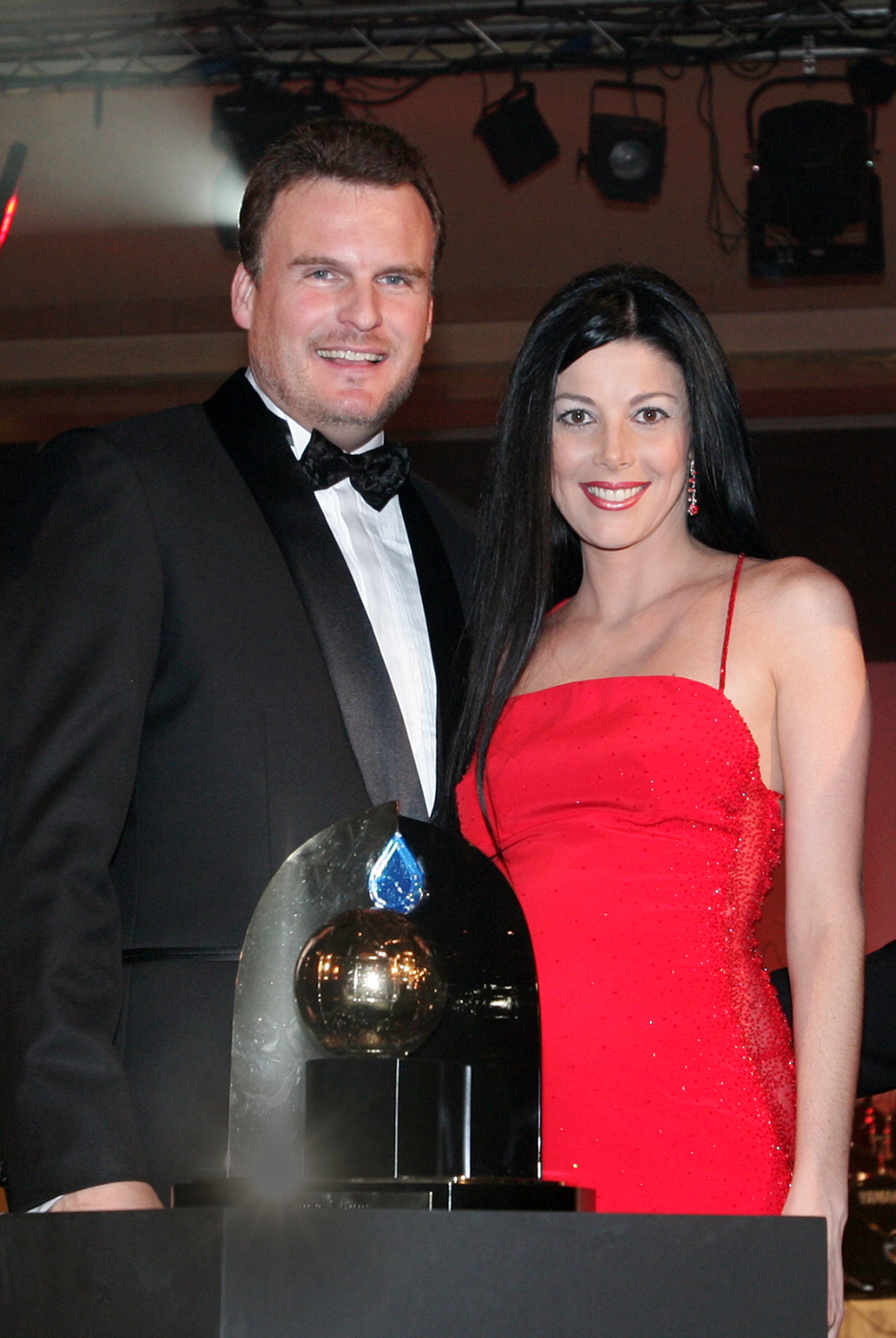
Miss International 1996 Fernanda Alves
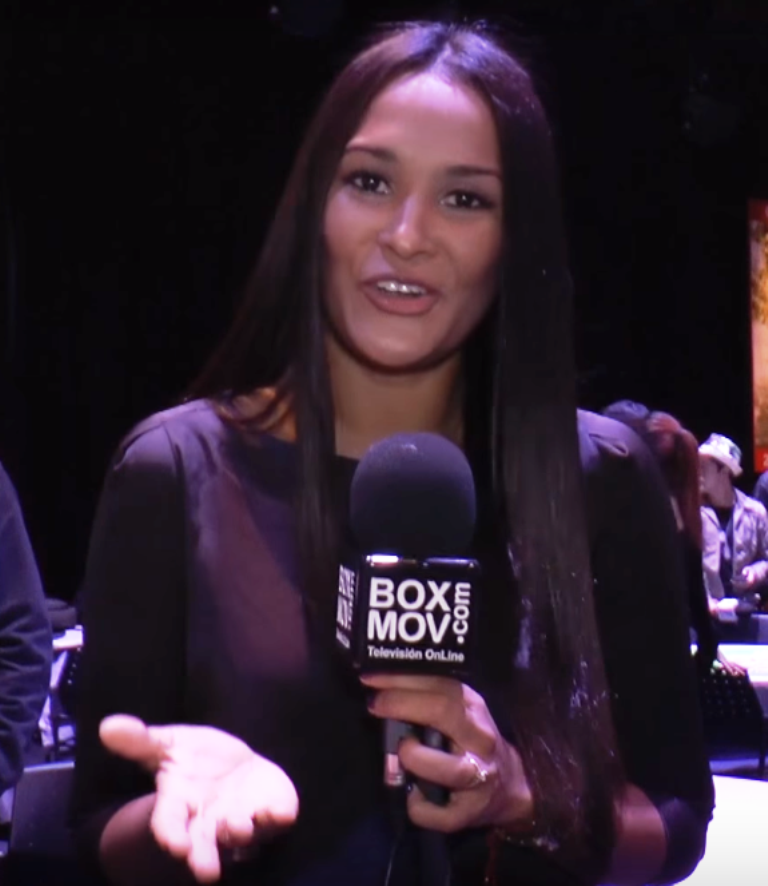
Miss International 2004 Jeymmy Paola Vargas (en)
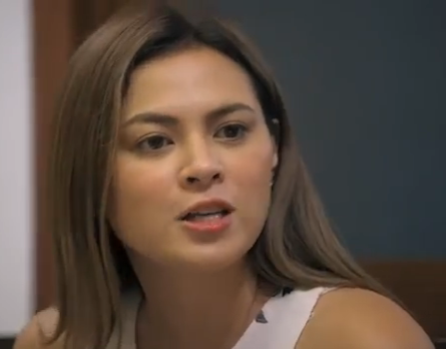
Miss International 2005 Precious Lara Quigaman (en)
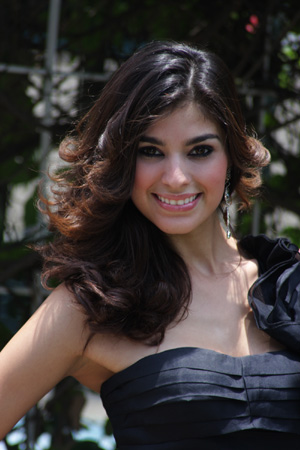
Miss International 2009 Ana Gabriela Espinoza
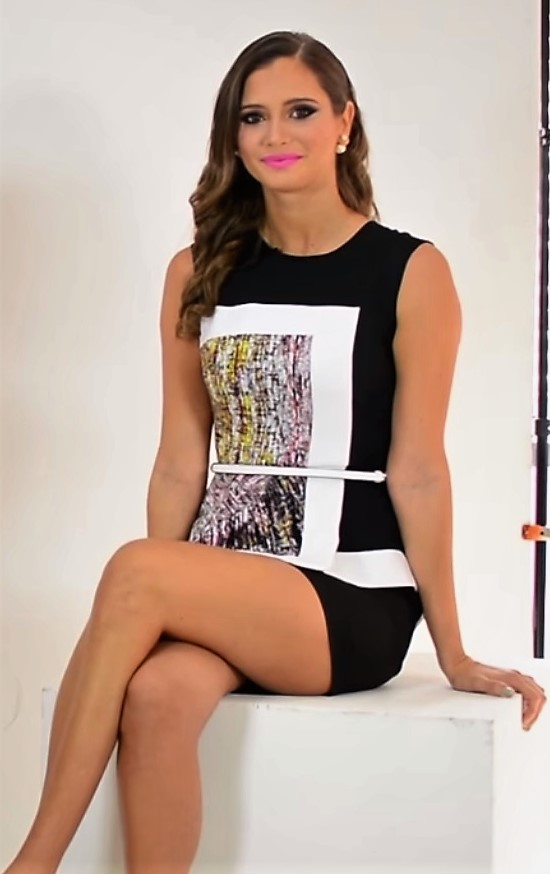
Miss International 2011 Fernanda Cornejo
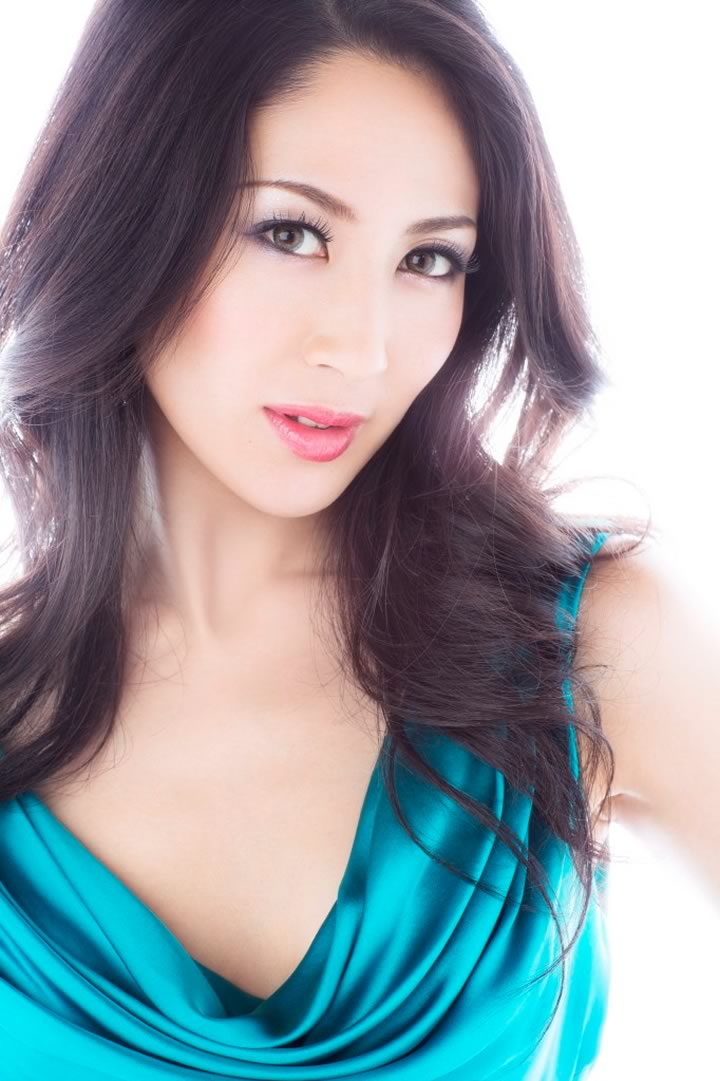
Miss International 2012 Ikumi Yoshimatsu
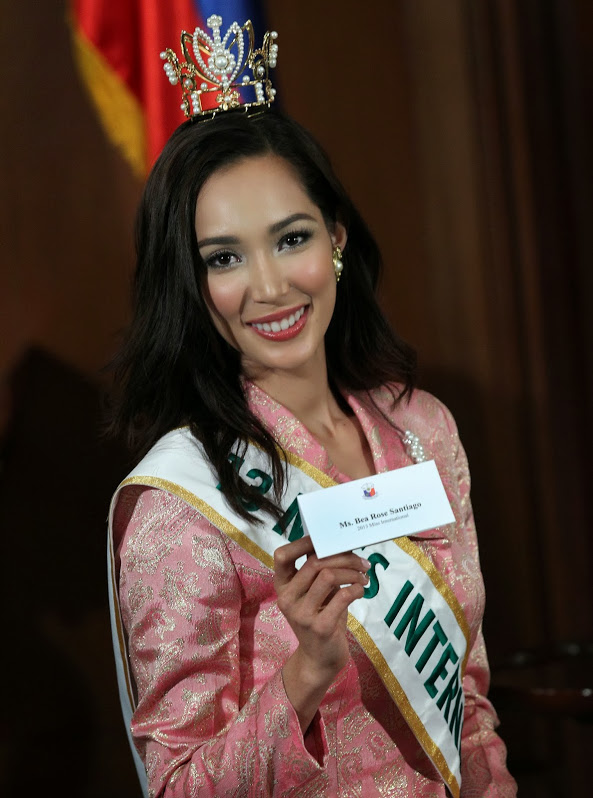
Miss International 2013 Bea Santiago (en)
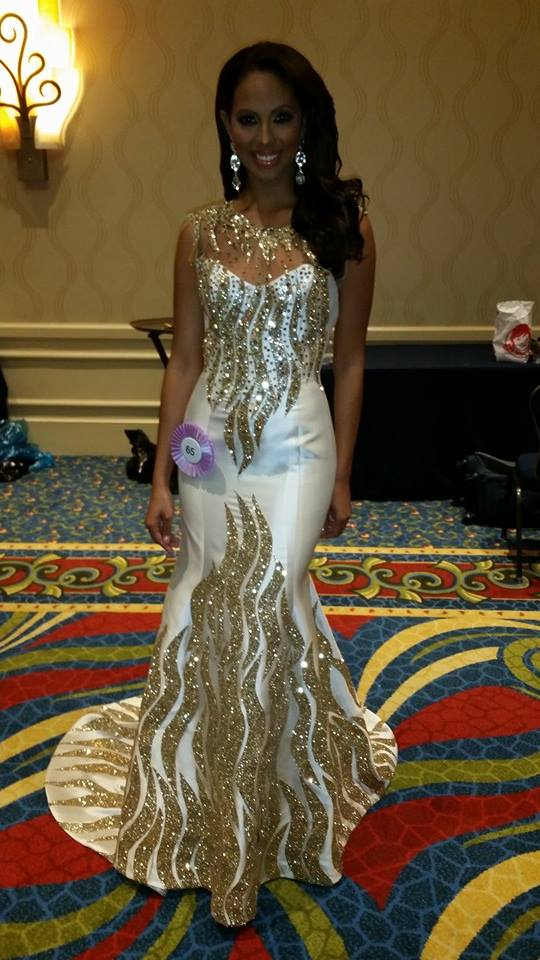
Miss International 2014 Valerie Hernandez
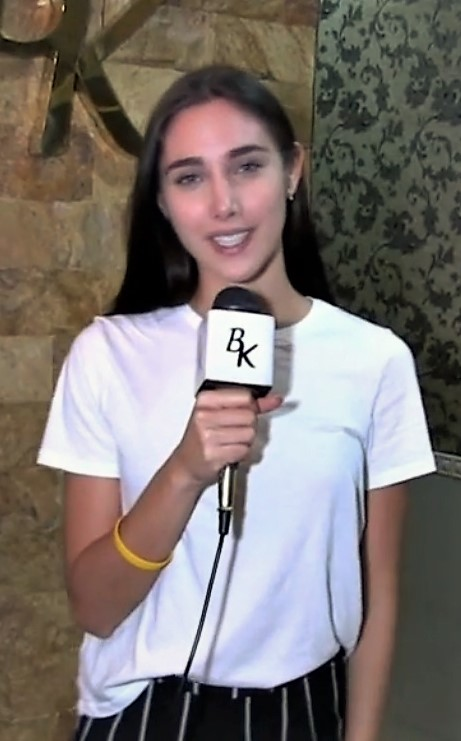
Miss International 2015 Edymar Martínez
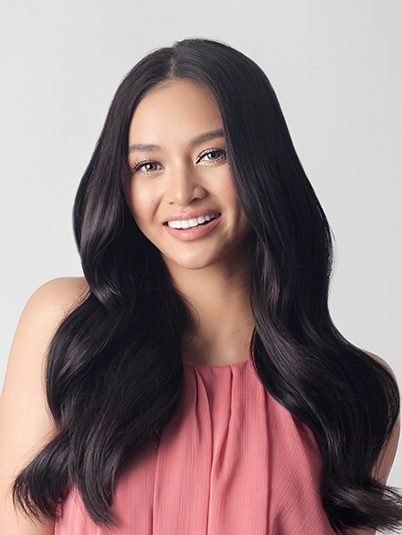
Miss International 2016 Kylie Verzosa
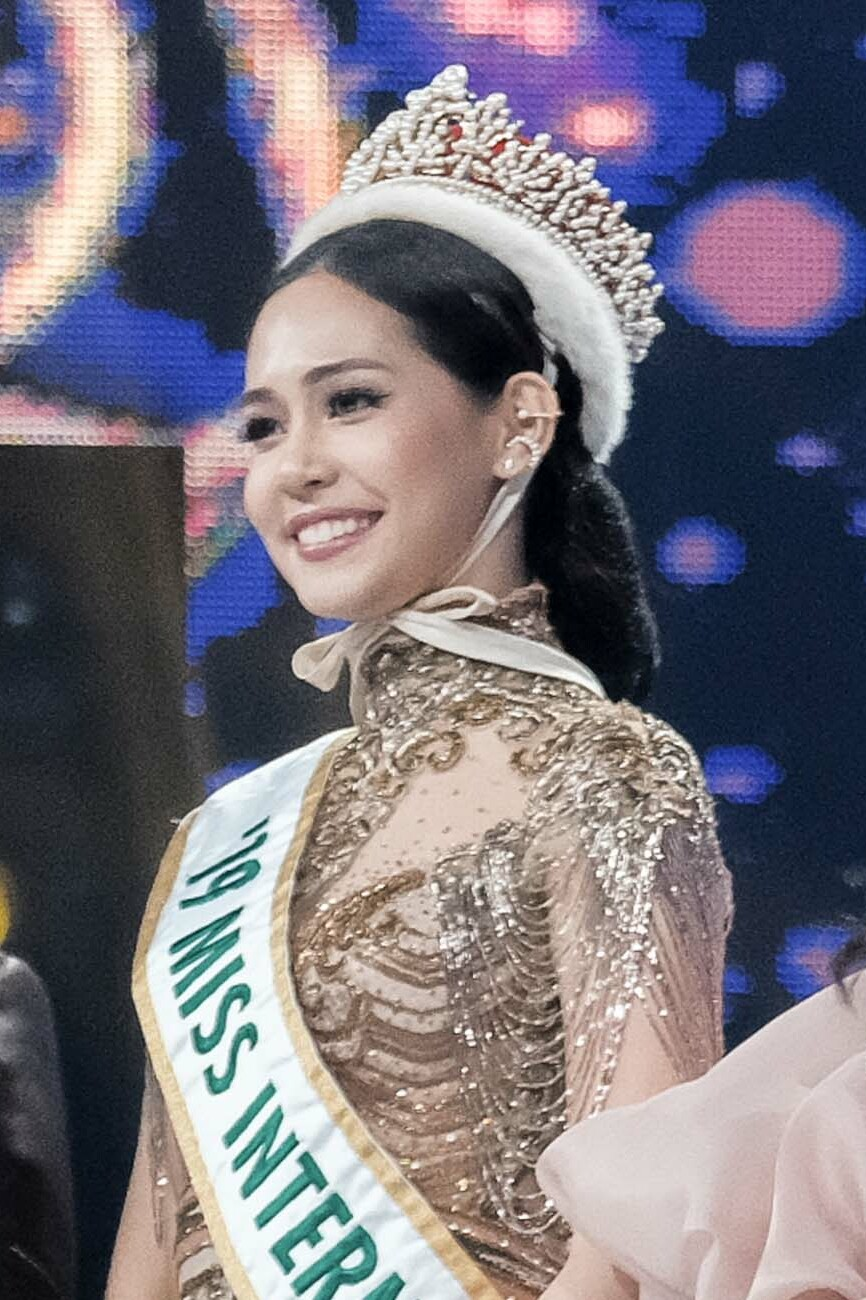
Miss International 2019 Sireethorn Leearamwat
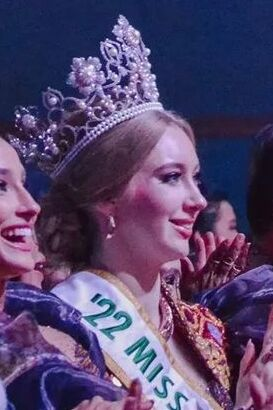
Miss International 2022 Jasmin Selberg

## Origines des gagnantes

### Nombre de gagnantes par pays
| Pays et territoires | Titres           | Années                                                |
| ------------------- | ---------------- | ----------------------------------------------------- |
| 9                   | Venezuela        | 1985, 1997, 2000, 2003, 2006, 2010, 2015, 2018 , 2023 |
| 6                   | Philippines      | 1964, 1970, 1979, 2005, 2013, 2016                    |
| 3                   | Espagne          | 1977, 1990, 2008                                      |
| 3                   | Allemagne        | 1965, 1989, 2022                                      |
| 3                   | Colombie         | 1960, 1999, 2004                                      |
| 3                   | Pologne          | 1991, 1993, 2001                                      |
| 3                   | Australie        | 1962, 1981, 1992                                      |
| 3                   | États-Unis       | 1974, 1978, 1982                                      |
| 2                   | Porto Rico       | 1987, 2014                                            |
| 2                   | Mexique          | 2007, 2009                                            |
| 2                   | Norvège          | 1988, 1995                                            |
| 2                   | Costa Rica       | 1980, 1983                                            |
| 2                   | Royaume-Uni      | 1969, 1972                                            |
| 1                   | Viêt Nam         | 2024                                                  |
| 1                   | Thaïlande        | 2019                                                  |
| 1                   | Indonésie        | 2017                                                  |
| 1                   | Japon            | 2012                                                  |
| 1                   | Équateur         | 2011                                                  |
| 1                   | Liban            | 2002                                                  |
| 1                   | Panama           | 1998                                                  |
| 1                   | Portugal         | 1996                                                  |
| 1                   | Grèce            | 1994                                                  |
| 1                   | Angleterre       | 1986                                                  |
| 1                   | Guatemala        | 1984                                                  |
| 1                   | France           | 1976                                                  |
| 1                   | Yougoslavie      | 1975                                                  |
| 1                   | Finlande         | 1973                                                  |
| 1                   | Nouvelle-Zélande | 1971                                                  |
| 1                   | Brésil           | 1968                                                  |
| 1                   | Argentine        | 1967                                                  |
| 1                   | Islande          | 1963                                                  |
| 1                   | Pays-Bas         | 1961                                                  |